# Ministre d'État à la Police, aux Incendies et à la Prévention de la criminalité
Le ministre d'État à la Police, aux Incendies et à la Prévention de la criminalité est un poste ministériel détenu conjointement par le Home Office et le Ministère de la Justice dans le Gouvernement du Royaume-Uni,,. Les titulaires de cette fonction ont précédemment occupé des responsabilités supplémentaires telles que la sécurité, la lutte contre le terrorisme et les pompiers. Le poste a eu la responsabilité du service d'incendie de janvier 2016 à juillet 2019 et de nouveau d'août 2019 à février 2020.
Ce rôle a été créé par la scission du bureau aujourd'hui disparu du ministre de la sécurité, de la lutte contre le terrorisme, du crime et de la police en deux nouveaux postes ministériels : Sécurité et lutte contre le terrorisme et Crime et police.
La titulaire actuelle Diana Johnson, est en poste depuis le 8 juillet 2024 dans le gouvernement Starmer.

## Ministres
|                                                                                                 | David Maclean MP pour Penrith and The Border (né en 1953)                  |  | 27 mai 1993      | 2 mai 1997       | Conservateur |  | Major II              | Howard           |
|                                                                                                 | Alun Michael MP pour Cardiff South and Penarth (né en 1943)                |  | 2 mai 1997       | 27 octobre 1998  | Travailliste |  | Blair I               | Straw            |
|                                                                                                 | Paul Boateng MP pour Brent South (né en 1951)                              |  | 27 octobre 1998  | 11 juin 2001     | Travailliste |  | Blair I               | Straw            |
| Ministre d'État à la police                                                                     |                                                                            |  |                  |                  |              |  |                       |                  |
|                                                                                                 | John Denham MP pour Southampton Itchen (né en 1955)                        |  | 11 juin 2001     | 13 juin 2003     | Travailliste |  | Blair II              | Blunkett         |
| Ministre d'État chargé de la Police, de la Sécurité et de la Sûreté communautaire               |                                                                            |  |                  |                  |              |  |                       | Blunkett         |
|                                                                                                 | Hazel Blears MP pour Salford (né en 1956)                                  |  | 13 juin 2003     | 5 mai 2006       | Travailliste |  | Blair II III          | Blunkett         |
| Clarke                                                                                          | Hazel Blears MP pour Salford (né en 1956)                                  |  | 13 juin 2003     | 5 mai 2006       | Travailliste |  | Blair II III          |                  |
| Ministre d'État à la Sécurité, à la Lutte contre le terrorisme, à la Criminalité et à la Police |                                                                            |  |                  |                  |              |  |                       |                  |
|                                                                                                 | Tony McNulty MP pour Harrow East (né en 1958)                              |  | 5 mai 2006       | 3 octobre 2008   | Travailliste |  | - Blair III - Brown I | Reid             |
| Smith                                                                                           | Tony McNulty MP pour Harrow East (né en 1958)                              |  | 5 mai 2006       | 3 octobre 2008   | Travailliste |  | - Blair III - Brown I |                  |
| Ministre d'État chargé de la police, de la criminalité et de la sécurité                        |                                                                            |  |                  |                  |              |  |                       |                  |
|                                                                                                 | Vernon Coaker MP pour Gedling (né en 1953)                                 |  | 3 octobre 2008   | 3 juin 2009      | Travailliste |  | Brown I               |                  |
| Ministre d'État à la Sécurité, à la Lutte contre le terrorisme, à la Criminalité et à la Police |                                                                            |  |                  |                  |              |  |                       |                  |
|                                                                                                 | David Hanson MP pour Delyn (né en 1957)                                    |  | 10 juin 2009     | 11 mai 2010      | Travailliste |  | Brown I               | Johnson          |
| Ministre d'État chargé de la police et de la justice pénale                                     |                                                                            |  |                  |                  |              |  |                       |                  |
|                                                                                                 | Nick Herbert MP pour Arundel and South Downs (né en 1963)                  |  | 13 mai 2010      | 4 septembre 2012 | Conservateur |  | Cameron I             | May              |
|                                                                                                 | Damian Green MP pour Ashford (né en 1956)                                  |  | 4 septembre 2012 | 15 juillet 2014  | Conservateur |  | Cameron I             | May              |
| Ministre d'État à la police                                                                     |                                                                            |  |                  |                  |              |  |                       | May              |
|                                                                                                 | Mike Penning MP pour Hemel Hempstead (né en 1957)                          |  | 15 juillet 2014  | 16 juillet 2016  | Conservateur |  | Cameron II            | May              |
| Ministre d'État chargé de la police et des pompiers                                             |                                                                            |  |                  |                  |              |  |                       |                  |
|                                                                                                 | Brandon Lewis MP pour Great Yarmouth (né en 1971)                          |  | 16 juillet 2016  | 12 juin 2017     | Conservateur |  | May I II              | Rudd             |
|                                                                                                 | Nick Hurd MP pour Ruislip, Northwood and Pinner (né en 1962)               |  | 12 juin 2017     | 25 juillet 2019  | Conservateur |  | May I II              | Rudd             |
| Javid                                                                                           | Nick Hurd MP pour Ruislip, Northwood and Pinner (né en 1962)               |  | 12 juin 2017     | 25 juillet 2019  | Conservateur |  | May I II              |                  |
| Ministre d'État chargé de la criminalité, de la police et des pompiers                          |                                                                            |  |                  |                  |              |  |                       |                  |
|                                                                                                 | Kit Malthouse MP pour North West Hampshire (né en 1966)                    |  | 25 juillet 2019  | 13 février 2020  | Conservateur |  | Johnson I II          | Patel            |
| Ministre d'État au crime et à la police                                                         |                                                                            |  |                  |                  |              |  |                       | Patel            |
|                                                                                                 | Kit Malthouse MP pour North West Hampshire (né en 1966)                    |  | 13 février 2020  | 7 juillet 2022   | Conservateur |  | Johnson II            | Patel            |
|                                                                                                 | Tom Pursglove MP pour Corby (né en 1988)                                   |  | 7 juillet 2022   | 7 septembre 2022 | Conservateur |  | Johnson II            | Patel            |
| Ministre d'État au Crime, à la Police et aux Incendies                                          |                                                                            |  |                  |                  |              |  |                       |                  |
|                                                                                                 | Jeremy Quin MP pour Horsham (né en 1968)                                   |  | 7 septembre 2022 | 25 octobre 2022  | Conservateur |  | Truss I               | Braverman Shapps |
|                                                                                                 | Chris Philp MP pour Croydon South (né en 1976)                             |  | 26 octobre 2022  | 5 juillet 2024   | Conservateur |  | Sunak I               | Braverman        |
| Ministre d'État à la Police, aux Incendies et à la Prévention de la criminalité                 |                                                                            |  |                  |                  |              |  |                       |                  |
|                                                                                                 | Diana Johnson MP pour Kingston upon Hull North et Cottingham (née en 1966) |  | 8 juillet 2024   | en cours         | Travailliste |  | Starmer I             | Cooper           |